# Горелец (Костромская область)
Горелец — село в Парфеньевском районе Костромской области, входит в состав Матвеевского сельского поселения. Практически исчезнувшее село.
Упадок села начался в 1937 году после крупного пожара, уничтожившего большую часть Горельца. В дальнейшем, перенос сельсовета в деревню Савино в 1969 году и другие факторы способствовали окончательному запустению. Несмотря на то, что электроэнергия была подведена к селу лишь в 1968 году, в Горельце функционировали фермы и телятники до 1985 года, когда вспышка сибирской язвы привела к закрытию фермы и оттоку населения. К 1988 году в селе проживало всего 5 пенсионеров.

## География
Село Горелец расположено в северной части Костромской области, у истоков реки Вохтомы, на небольшой речке Соег. Ближайший значимый город — Галич. В давние времена через Горелец проходила большая дорога на север, в Архангельские края. Село находится в 18 км к юго-западу от административного центра сельского поселения — села Матвеево и в 57 км к юго-западу от ближайшей железнодорожной станции Николо-Полома Северной железной дороги.
Согласно Общероссийскому классификатору территорий муниципальных образований (ОКТМО), код села Горелец — 34 634 424 121.

## История
Село Горелец получило свое название после лесного пожара. Зола от пожара удобрила землю, и крестьяне из соседних деревень Панино и Меледино распахали гарь, засеяли рожью и основали починок, назвав его Гари (Горелец).
Починок Гари (Горе́лец), возникший на землях матвеевской вотчины князей Репниных, впервые упоминается в 1728 году.
В середине XIX века, по данным 1859—1873 годов, Горелец — село при речке Соеге Кологривского уезда Костромской губернии, располагалось в 80 верстах от уездного города и в 30 верстах от становой квартиры. В селе насчитывалось 23 двора, проживало 71 мужчина и 74 женщины, имелись православная церковь, училище и еженедельно проводились базары.
К 1886 году Горелец (Троицкое) — бывшее владельческое село Матвеевской волости Кологривского уезда, расположенное при речке Соеге. В селе было 35 дворов, 192 жителя, 2 православные церкви, часовня, 6 лавок, 2 трактира и еженедельный торжок.
В конце XIX — начале XX веков Горелец активно рос, являясь крупным селом, насчитывавшим до 300 дворов. Этому способствовал проходивший через него торговый тракт из Казани, проходивший через Унжа, Парфеньев, Судай, Солигалич и далее к пристаням на реке Сухоне для отправки грузов в Архангельск. Обратно по тракту везли соль из Тотьмы и известь из-под Солигалича, необходимую для строительства каменных церквей. В селе имелись две школы, почта, магазин, ферма, кирпичный и сыроваренный заводы, использовавшие местные залежи гончарной глины.
По данным 1907 года, Горелец — село Матвеевской волости Кологривского уезда, насчитывавшее 54 двора и 254 жителя обоего пола. В 1897 году в селе проживало 124 мужчины и 130 женщин (всего 254 человека). Фабрики и заводы отсутствовали, преобладающим промыслом в волости было плотничество.
К 1924 году в селе Горелец Горелецкого сельсовета Савинской волости Кологривского уезда было 50 дворов, 114 мужчин и 137 женщин (всего 251 человек). По переписи 1920 года в Горельце насчитывалось 49 хозяйств и 213 жителей. В январе 1919 года в селе открылся народный клуб.
В 1937 году в селе произошел сильный пожар, уничтоживший более половины Горельца. Восстановления в прежнем объеме не произошло. В 1960-е годы началось запустение села: центральная усадьба колхоза была переведена в деревню Савино, туда же переехал магазин, закрылись заводы и школы, жители стали разъезжаться. В период укрупнения хозяйств в 1969 году сельсовет был перенесен в деревню Савино, что ускорило угасание жизни в Горельце. Электричество в селе появилось только в 1968 году, несмотря на наличие ферм и телятников. Окончательно село пришло в упадок в 1985 году, когда двое рабочих умерли от сибирской язвы после разделки вынужденно забитой коровы. Ферма была закрыта, жители разъехались. В 1988 году в селе проживало 5 пенсионеров.
По данным Всероссийской переписи населения 2002 года, в селе Горелец Савинского сельсовета Парфеньевского района проживал 21 человек (100 % русские).

### Церковь Троицы Живоначальной
Церковь в Горельце во имя Святой Троицы с приделами Рождественским и Никольским была построена в конце XIX века на средства Екатерины Калистратовны Заботиной и пожертвования прихожан. Первая, деревянная церковь в селе Горелец была построена в 1864 году усердием прихожан, на месте которой и был возведен каменный храм. Каменная Троицкая церковь была освящена в 1881 году, также построенная усердием прихожан. Главный престол в каменном храме был освящен во имя Святой Троицы, придельные престолы — в честь Рождества Христова и во имя святителя Николая. В 1903 году обе церкви были обнесены каменной оградой с железными решетками с лицевой стороны. Кладбище располагалось в 200 саженях от церкви, было окопано канавой и огорожено простой изгородью.
В 1886 году в Горельце упоминаются 2 православные церкви и часовня.
Горелецкий храм Святой Троицы никогда не закрывался, даже в советское время, благодаря самоотверженности многих людей, и являлся одним из немногих действующих храмов в округе, хотя священники часто приезжали наездами.
В 1909 году при церкви неофициально открылось общество трезвости. В 1910 году по инициативе ординарного академика Императорской академии наук Евгения Евстигнеевича Голубинского было открыто церковно-приходское попечительство. Академик Голубинский выразил желание пожертвовать капитал, проценты с которого должны были использоваться для помощи бедным прихожанам.
В начале XXI века Никольский придел храма находился в сильно поврежденном состоянии: был провален пол и протекала крыша. В последние годы придел восстанавливался силами 2-3 местных жителей и материальной помощью москвичей. 26 сентября 2009 года в Никольском приделе состоялась первая служба за последние 20 лет. В восстановлении храма принимают участие гимназисты и учителя московской гимназии № 1505, которые приезжают в Горелец на протяжении 5 лет, оказывая помощь селу и храму, а также занимаясь посадкой дубов и организацией летней школы.
В начале XX века расстояние от Горельца до Костромы составляло 175 верст, до Кологрива — 70 верст. Ближайшими церквями были Ризоположенская церковь в Озерках (11 верст), Димитриевская церковь в селе Татаурово и Богородицерождественская церковь в селе Матвеево (по 12 верст), и Троицкая церковь у Голов (13 верст).
Несмотря на упадок села в советское время, Троицкая церковь не была закрыта благодаря усилиям прихожан. Службы проводились приезжавшими священниками. В конце 1980-х годов, предположительно в 1988 году, в храме служил епископ Василий (Родзянко). По воспоминаниям очевидцев, во время визита владыка Василий по дороге в Горелец столкнулся с трагическим случаем — погибшим в аварии мотоциклистом, который, как оказалось, был слушателем его радиопередач на BBC и доверял «отцу Владимиру Родзянко». Епископ Василий совершил панихиду по погибшему на месте происшествия.

## Население
Динамика численности населения села Горелец:
| Год             | 1859—1873                        | 1886           | 1897                     | 1907 | 1920         | 1924                                | 2002 | 2008 | 2010 | 2016 | 2017 |
| --------------- | -------------------------------- | -------------- | ------------------------ | ---- | ------------ | ----------------------------------- | ---- | ---- | ---- | ---- | ---- |
| Население, чел. | 23 двора, 145 (71 муж., 74 жен.) | 35 дворов, 192 | 254 (124 муж., 130 жен.) | 254  | 49 хоз., 213 | 50 дворов, 251 (114 муж., 137 жен.) | 21   | 7    | 13   | 26   | 26   |

## Горелецкий эксперимент
В мае 1989 года группа энтузиастов, в основном выпускников географического факультета МГУ, во главе со священником Андреем Ворониным, рукоположенным в Троицкой церкви, попытались создать в Горельце православную общину, основанную на собственном труде. Целью было возрождение российской деревни, жизнь рядом с храмом и воспитание детей в православной вере. Первоначально в группу входило около 20 человек, но к началу зимы большинство, столкнувшись с трудностями сельского быта, вернулись в Москву. Среди причин неудачи эксперимента участники отмечали отсутствие опыта жизни в деревне, психологическую неготовность к общинному труду и бытовым трудностям, а также различия в представлениях о сельской жизни у городских и местных жителей.
Несмотря на неудачу создания полноценной общины, Горелецкий эксперимент имел и положительные последствия. В феврале 1991 года священником стал участник эксперимента Владислав Шулькевич, который оставался настоятелем Троицкой церкви в течение 15 лет. Созданная москвичами школа в Горельце продолжила работу. Позднее в село приехали новые семьи, не связанные с первоначальным экспериментом, которые занялись восстановлением храма и развитием села. Отец Андрей Воронин впоследствии стал известен как директор Ковалевского детского дома в Нерехте.

## Скаутский лагерь и современность
Летом 1990 года в Горельце был организован первый лагерь скаутской организации (ОРЮР), в котором участвовали дети русских эмигрантов из Америки.
В 2000 году скаутская дружина из Костромы установила в Горельце памятный крест в честь десятилетия первых скаутских сборов.
В настоящее время в восстановлении Горелецкого храма и развитии села принимают активное участие гимназисты и педагоги гимназии № 1505 г. Москвы, которые ежегодно организуют летнюю школу в Горельце, помогают в восстановлении храма, занимаются посадкой дубов и другой деятельностью. В селе постоянно проживает несколько семей (по данным 2023 года — семь взрослых и тринадцать детей). Летом и зимой население села увеличивается за счет гостей и участников различных проектов, включая детский клуб «Комар» и Горелецкую естественнонаучную школу. Продолжает действовать Горелецкая школа, основанная в 1993 году. Ведутся работы по восстановлению лесного покрова, в окрестностях села проводятся межрайонные лыжные соревнования.

### Карты
- Лист карты O-38-XIV. Масштаб: 1 : 200 000. Состояние местности на 1982 год. Издание 1989 г.